# Ancistroceroides fulvimaculatus
Ancistroceroides fulvimaculatus är en stekelart som först beskrevs av Fox 1902.  Ancistroceroides fulvimaculatus ingår i släktet Ancistroceroides och familjen Eumenidae. Inga underarter finns listade i Catalogue of Life.